# Reno (contea di Lamar, Texas)
Reno è un centro abitato degli Stati Uniti d'America situato nella contea di Lamar dello Stato del Texas.
La popolazione era di 3.166 persone al censimento del 2010.

## Geografia fisica
Reno è situata a 33°40′11″N 95°28′20″W (33.669621, -95.472084).
Secondo lo United States Census Bureau, ha un'area totale di 3,8 miglia quadrate (9,8 km²), di cui 3,8 miglia quadrate (9,8 km²) di terreno e lo 0,26% d'acqua.

## Società

### Evoluzione demografica
Secondo il censimento del 2000, c'erano 2.767 persone, 1.041 nuclei familiari e 835 famiglie residenti nella città. La densità di popolazione era di 731,1 persone per miglio quadrato (282,6/km²). C'erano 1.089 unità abitative a una densità media di 287,8 per miglio quadrato (111,2/km²). La composizione etnica della città era formata dal 93,46% di bianchi, il 2,82% di afroamericani, l'1,45% di nativi americani, lo 0,40% di asiatici, lo 0,69% di altre razze, e l'1,19% di due o più etnie. Ispanici o latinos di qualunque razza erano il 2,20% della popolazione.
C'erano 1.041 nuclei familiari di cui il 43,3% aveva figli di età inferiore ai 18 anni, il 66,3% aveva coppie sposate conviventi, l'11,7% aveva un capofamiglia femmina senza marito, e il 19,7% erano non-famiglie. Il 17,9% di tutti i nuclei familiari erano individuali e il 5,3% aveva componenti con un'età di 65 anni o più che vivevano da soli. Il numero di componenti medio di un nucleo familiare era di 2,66 e quello di una famiglia era di 3,01.
La popolazione era composta dal 29,5% di persone sotto i 18 anni, l'8,0% di persone dai 18 ai 24 anni, il 30,1% di persone dai 25 ai 44 anni, il 22,9% di persone dai 45 ai 64 anni, e il 9,4% di persone di 65 anni o più. L'età media era di 34 anni. Per ogni 100 femmine c'erano 93,1 maschi. Per ogni 100 femmine dai 18 anni in giù, c'erano 89,1 maschi.
Il reddito medio di un nucleo familiare era di 40.893 dollari e quello di una famiglia era di 45.000 dollari. I maschi avevano un reddito medio di 38.889 dollari contro i 22.238 dollari delle femmine. Il reddito pro capite era di 20.403 dollari. Circa il 5,7% delle famiglie e il 6,9% della popolazione erano sotto la soglia di povertà, incluso l'8,4% di persone sotto i 18 anni e il 7,9% di persone di 65 anni o più.